# Lantenay, Côte-d'Or
Lantenay là một xã ở tỉnh Côte-d’Or trong vùng Bourgogne-Franche-Comté, phía đông nước Pháp. Khu vực này có độ cao từ 295-581 mét trên mực nước biển.